# Сэндс, Джеймс
Джеймс Хобан Сэндс (англ. James Hoban Sands; род. 6 июля 2000, Рай, Нью-Йорк, США) — американский футболист, защитник клуба «Нью-Йорк Сити» и сборной США. Выступает на правах аренды за клуб «Санкт-Паули».

## Клубная карьера
Сэндс присоединился к академии футбольного клуба «Нью-Йорк Сити» в 2015 году. 21 июня 2017 года 16-летний Сэндс подписал профессиональный контракт с «Нью-Йорк Сити», вступающий в силу с 1 июля, став первым доморощенным игроком в истории клуба. Его профессиональный дебют состоялся 16 сентября в матче против «Колорадо Рэпидз», в котором он вышел на замену во втором тайме вместо Андреа Пирло.
15 августа 2018 года Сэндс отправился в краткосрочную аренду в клуб USL «Луисвилл Сити» до 1 сентября. За «Луисвилл Сити» он дебютировал 22 августа в матче против «Шарлотт Индепенденс», отметившись голевой передачей.
Концовку сезона MLS 2020 он пропустил из-за перелома правой ноги. 4 марта 2021 года Сэндс продлил контракт с «Нью-Йорк Сити» на пять лет. Он был отобран на Матч всех звёзд MLS 2021.
5 января 2022 года Сэндс отправился в аренду в клуб чемпионата Шотландии «Рейнджерс» на 18 месяцев с опцией выкупа. За «Рейнджерс» он дебютировал 18 января в матче против «Абердина».
1 марта 2023 года Сэндс досрочно вернулся из аренды в «Рейнджерс» и подписал с «Нью-Йорк Сити» новый контракт до конца сезона 2027.

## Международная карьера
В 2017 году Сэндс в составе юношеской сборной США занял второе место на юношеском чемпионате КОНКАКАФ в Панаме. На турнире он сыграл в матчах против команд Ямайки, Сальвадора, Гондураса и дважды Мексики. Он был включён в символическую сборную турнира.
В том же году Джеймс принял участие в юношеском чемпионате мира в Индии. На турнире он сыграл в матчах против сборных Индии, Ганы, Колумбии, Парагвая и Англии.
Сэндс был включён в состав сборной США на Золотой кубок КОНКАКАФ 2021. 11 июля 2021 года в матче первого тура группового этапа турнира против сборной Гаити, заменив на 76-й минуте Николаса Джоаккини, он дебютировал за сборную США.
Был включён в состав сборной на Золотой кубок КОНКАКАФ 2023.

## Достижения
Командные
 «Нью-Йорк Сити»
- Чемпион MLS (обладатель Кубка MLS): 2021

 «Рейнджерс»
- Обладатель Кубка Шотландии: 2021/22

 сборная США
- Обладатель Золотого кубка КОНКАКАФ: 2021

Индивидуальные
- Член символической сборной юношеского чемпионата КОНКАКАФ: 2017
- Участник Матча всех звёзд MLS: 2021